# Lephalale Local Municipality
Lephalale (englisch Lephalale Local Municipality) ist eine Lokalgemeinde im Distrikt Waterberg der südafrikanischen Provinz Limpopo. Der Sitz der Gemeindeverwaltung befindet sich in der Stadt Lephalale (ehemals Ellisras) am gleichnamigen Fluss im Waterberg-Gebirge. Jack Moloko Maeko ist der Bürgermeister.
Lephalale ist die größte Gemeinde sowohl des Distriktes Waterberg als auch der Provinz Limpopo.

## Städte und Orte
- Botshabelo
- Ga-Monyeki
- GaSeleka
- Lephalale
- Marapong
- Shongoane

## Bevölkerung
Im Jahr 2011 hatte die Gemeinde 115.767 Einwohner. Davon waren 90,7 % schwarz, 7,9 % weiß und 0,9 % Coloured. Erstsprache war zu 48 % Sepedi, zu 22,4 % Setswana, zu 7,5 % Afrikaans, zu 2,9 % Englisch, zu 2,8 % Xitsonga, zu 1,7 % isiZulu, zu 1,6 % Sesotho, zu 1,4 % Tshivenda, zu 1,1 % isiNdebele und zu 0,9 % isiXhosa.